# 柘植清廣
柘植 清廣（平假名：、天文9年（1540年） - 寛永6年8月22日（1629年10月8日）），伊賀忍者、江戸時代之旗本。俗稱柘植三之丞。法名宗伯。父柘植宗家、兄柘植宗能。養子柘植宗次。
有說法是本能寺之變時，帶領德川家康「伊賀穿越」的並不是服部半藏，而是這個柘植三之丞清廣。
関原之戰，受封甲賀郡300石、慶長8年（1603年）任伏見城城守之務。慶長19年（1614年）大坂之陣、與松平正綱率鉄砲隊參戰。後為幕府旗本。元和元和8年（1622年）退休、寛永6年（1629年）90歳死去。